# Gli innamorati/Gli altri siamo noi
Gli innamorati/Gli altri siamo noi è un 45 giri del cantautore italiano Umberto Tozzi, pubblicato nel 1991.
Sia Gli altri siamo noi (in concorso al Festival di Sanremo nel 1991) che Gli innamorati appartengono all'album Gli altri siamo noi del 1991.
Gli Innamorati è stato scritto da Giancarlo Bigazzi, Mario Manzani e Umberto Tozzi, mentre Gli altri siamo noi da Giancarlo Bigazzi e Umberto Tozzi.

## Tracce
1. Gli innamorati
2. Gli altri siamo noi